# Noorduyn Norseman
Noorduyn Norseman byl kanadský jednomotorový užitkový dopravní letoun z poloviny 30. let 20. století smíšené konstrukce, konstrukčně řešený jako hornoplošník s křídlem vyztuženým vzpěrami a pevným podvozkem.

## Vývoj

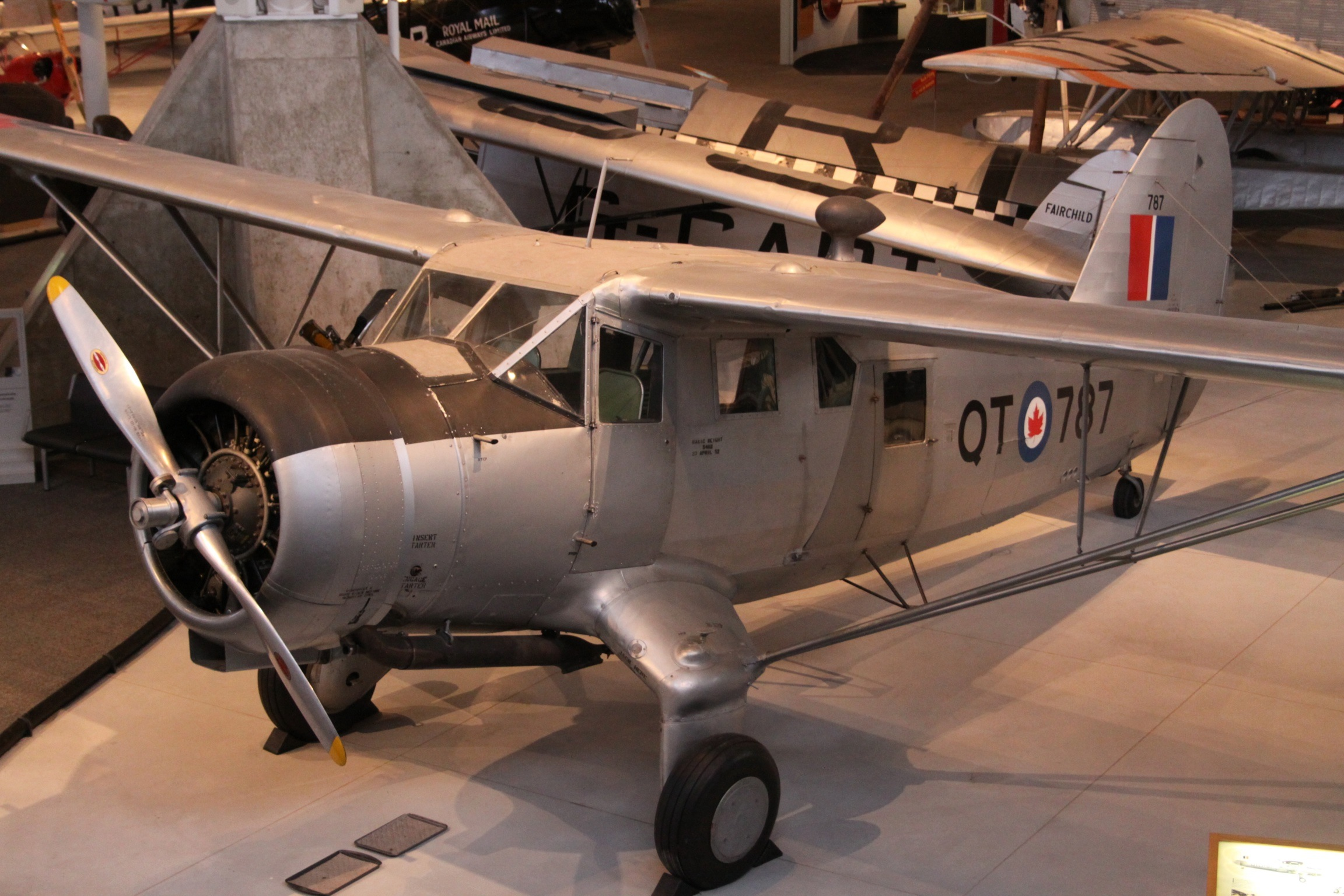
Noorduyn UC-64A Norseman, RCAF

V roce 1934 se nizozemský konstruktér R. B. C. Noorduyn společně se svým týmem rozhodl postavit stroj vhodný pro dopravu cestujících a nákladů s ohledem na specifické kanadské klimatické podmínky (bush-flying). Nejdříve zhotovil dřevěnou maketu, kterou nechal posoudit kanadskými piloty. U vlastní konstrukce uplatnil především účelnost, vztlakové klapky a tepelnou a zvukovou izolaci stěn kabiny.
První prototyp Norseman Mk.I (CF-AYO) vzlétl 14. listopadu 1935 s motorem Canadian Wright R-975-E3 Whirlwind o výkonu 309 kW s dvoulistou stavitelnou vrtulí. Rozměrná kabina měla buď devět lavicových sedadel pro cestující, nebo šest pohodlnějších křesel. Sedadla bylo možné jednoduše odmontovat a na jejich místo uložit náklad. Letoun byl vybaven plováky, které bylo možno podle potřeby zaměnit za kola nebo lyže. Po bezproblémových zkouškách přešel prototyp ke společnosti Dominion Skyways, kde létal do své havárie v srpnu 1953.
Stejná levná pohonná jednotka s nízkým výkonem se montovala i do prvních tří sériových letounů Norseman Mk.II. Následující verze Norseman Mk.III proto obdržela motory Pratt & Whitney R-1340 Wasp SC o 330 kW, které byly následně instalovány i do starší varianty Mk.II.

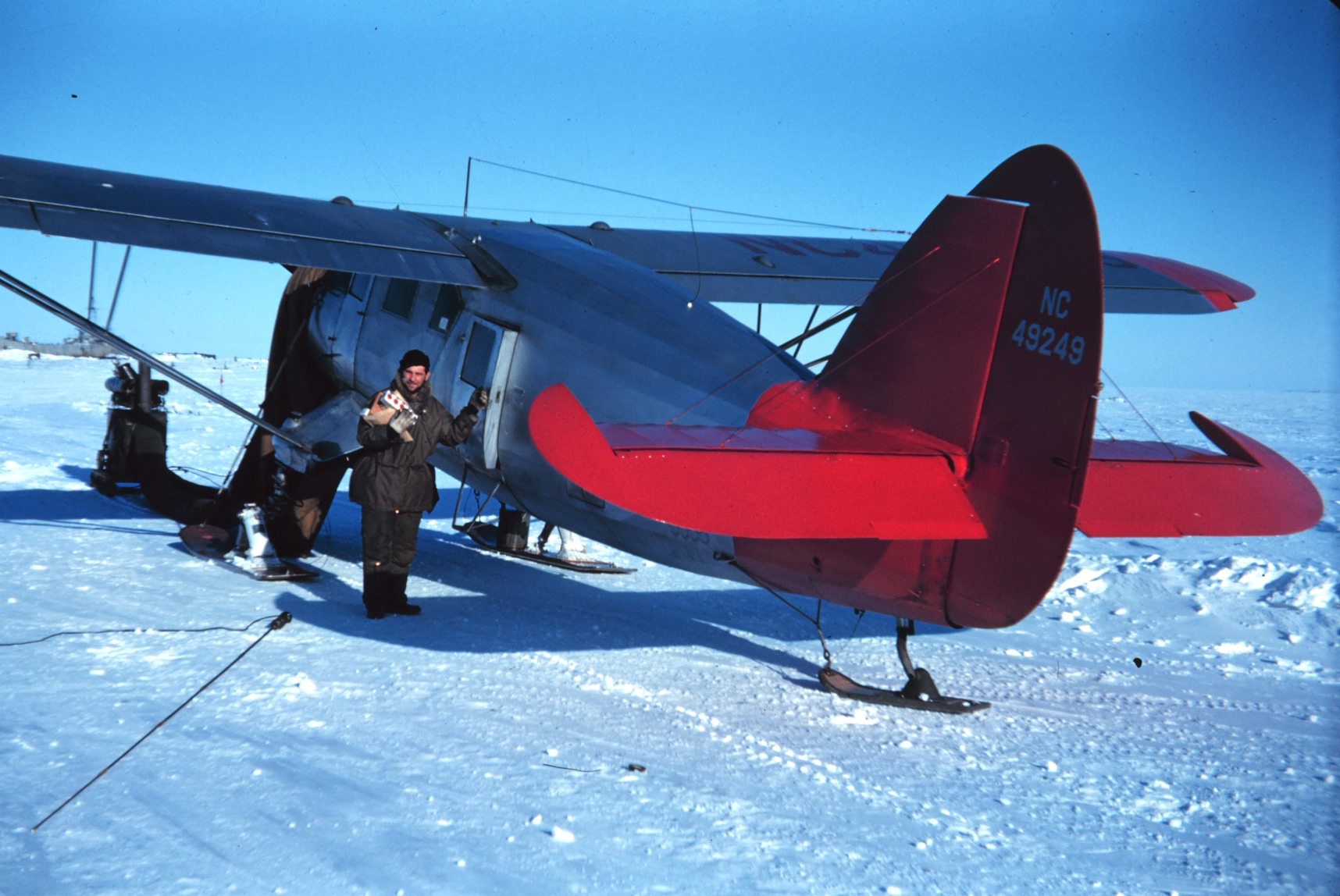
Noorduyn Norseman (NC49249), Aljaška, 1949

Varianta pro výcvik radistů a letovodů z listopadu 1936 s motorem Pratt and Whitney Wasp S3H1 o 404 kW dostala označení Mk.IV. Stavěla se jak pro soukromé zákazníky, tak pro Royal Canadian Air Force, které odebralo celkem 22 kusů. K dalším předválečným uživatelům Norsemanů se zařadila i Královská kanadská jízdní policie, která je zakoupila pro svůj letecký oddíl.
Pro svou odolnost v podmínkách drsné Kanady byl v roce 1942 zkoušen i USAAF v počtu sedm kusů značených YC-64, dalších šest zkoušených u ženijního vojska na plovácích Edo Yd obdrželo označení UC-64B. V počtu 749 kusů dodané Noorduyn Norseman Mk.V pro americké letectvo přicházely k jednotkám jako C-64A s motory R-1340-AN1 Wasp o 404 kW, z toho tři převzalo US Navy jako XJA-1. Byl používán v bojích druhé světové války.
Po válce výrobu převzala firma Canadian Car & Foundry, která Norsemany Mk.IV a Mk.V vyráběla do roku 1950. V roce 1951 postavila jeden exemplář Norseman Mk.VII s celokovovým křídlem a ocasními plochami. Během roku 1953 odkoupil Noorduyn svá práva zpět a založil společnost Noorduyn Norseman Aircraft Ltd. Postavil však pouze tři kusy verze Mk.V a několik sad náhradních dílů. Dva Norsemany postavila také firma Curtiss-Reid Manufacturing Co.
Objevil se i v Československu, kde byl používán vojenským letectvem pod označením K-73.
Československé aerolinie používaly v letech 1946 až 1948 na vnitrostátních linkách šest strojů C-64A (OK-XDF, -XDI, -YDA, -YDB, -YDC a -YDD).

## Specifikace (Norseman Mk.V)

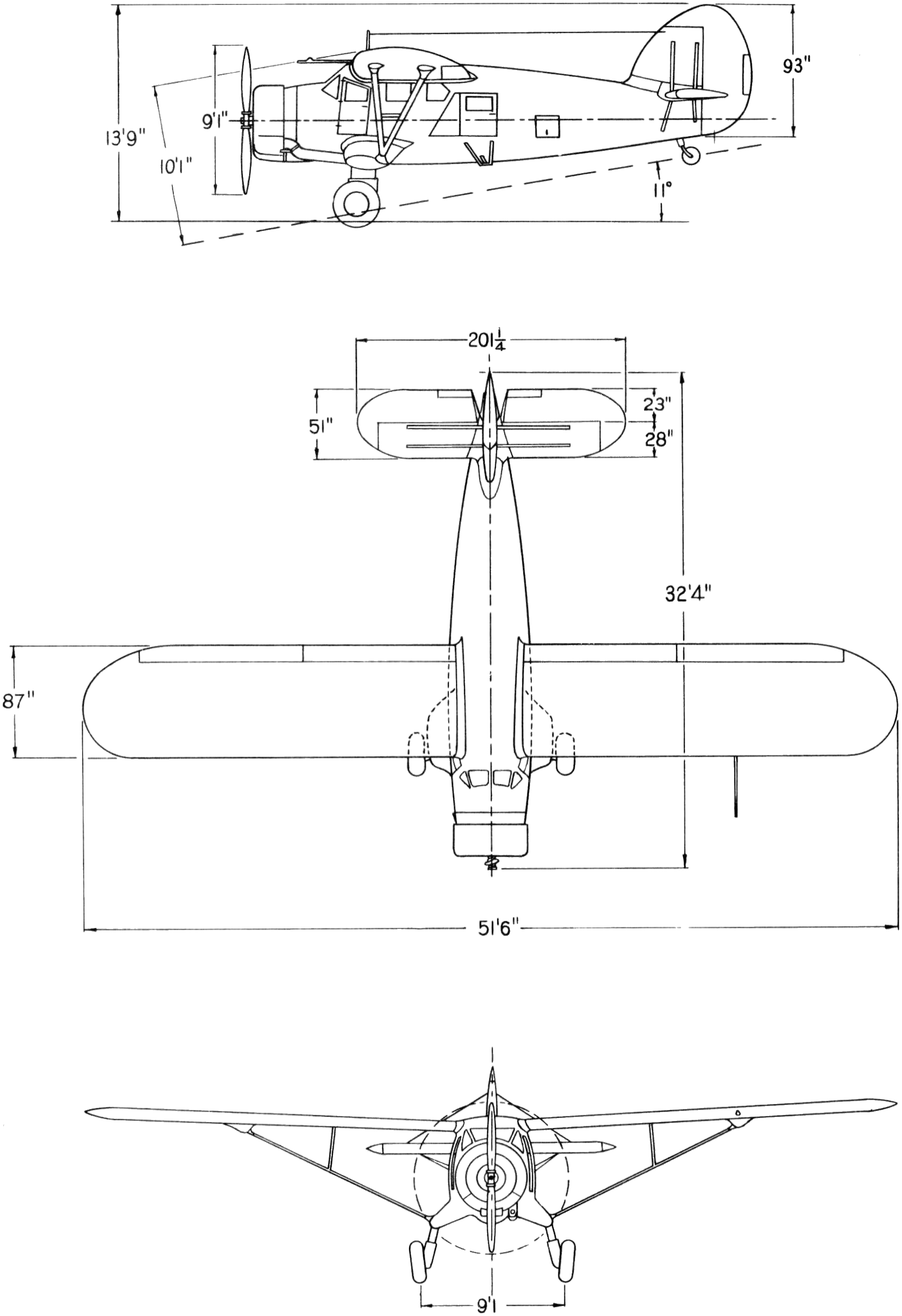
Třípohledový nákres

Údaje podle

### Technické údaje
- Osádka: 1-2 (podle účelu letu)
- Kapacita: 10 osob
- Rozpětí: 15,75 m
- Délka: 8,96 m
- Výška: 3,07 m
- Nosná plocha: 30,20 m²
- Pohonná jednotka: 1 × hvězdicový motor Pratt & Whitney R-1340-AN-1 Wasp
- Výkon motoru: 440 kW

### Výkony
- Max. rychlost v 1525 m: 248 km/h
- Cest. rychlost v 1525 m: 227 km/h
- Výstup na 1525 m: 7 min
- Dostup: 5185 m
- Dolet: 747 km